# Friedrich Creuzer
Georg Friedrich Creuzer (født 10. marts 1771 i Marburg, død 16. februar 1858 i Heidelberg) var en tysk filolog og arkæolog. 
Et studieophold i Leipzig 1798 gav anledning til, at Creuzer, der oprindelig var teolog, med iver kastede sig over filologiske studier. I 1799 blev han privatdocent, 1802 ordentlig professor ved Universitetet i Marburg, hvorfra han 1804, efter at have udsendt skriftet Über die historische Kunst der Griechen (1803) blev kaldet til Universitetet i Heidelberg. Personlige sorger bevirkede, at Creuzer 1808 forlod denne by; men allerede næste år vendte han tilbage og forblev her resten af sit liv, fraregnet et par korte rejser. Især 1815-30 udøvede hans forelæsninger stor tiltrækning; 1845 tog han sin afsked, men vedblev med sine studeringer og sin forfattervirksomhed. Creuzer var en fantasifuld, spekulativ ånd, der let anlagde store synspunkter og byggede system, men ikke tilstrækkelig kritisk til at se, hvor løs den grund ofte var, hvorpå han byggede. Hans hovedværk, Symbolik und Mythologie der alten Völker besonders der Griechen (4 bind, 1810-22, 3. udgave 1836-43), vakte derfor med rette heftig modsigelse fra flere sider (Gottfried Hermann, Johann Heinrich Voss, Christian Lobeck). Af Creuzers øvrige arbejder kan nævnes: en udgave af Plotinos (3 bind, 1835) udarbejdet sammen med Georg Heinrich Moser, Commentationes Herodoteæ (1818), Zur Geschichte altrömischer Kultur am Oberrhein und Neckar (1833), Zur Gemmenkunde (1834), Das Mithreum von Neuenheim (1838), Zur Gallerie der alten Dramatiker (1839). Samlingerne af Creuzers afhandlinger foreligger i Deutsche Schriften (5 afdelinger, 1836-58), der også indeholder hans selvbiografi, og Opuscula selecta (1854).